# Oxytropis lanceatifoliola
Oxytropis lanceatifoliola är en ärtväxtart som beskrevs av H.Ohba, Shinobu Akiyama och S.K.Wu. Oxytropis lanceatifoliola ingår i släktet klovedlar, och familjen ärtväxter. Inga underarter finns listade i Catalogue of Life.